# O Rappa
O Rappa fue una banda de Brasil conocida por sus letras de fuerte impacto social. Ellos combinan muchos estilos, principalmente Reggae y rock, la banda también incorpora elementos de samba, funk, hip-hop, rap y MPB. Entre sus mayores éxitos están: "Pescador de Ilusiones", del exbaterista Marcelo Yuka, del álbum Rappa Mundi y nuevamente en el Acústico MTV del 2006, con la misma popularidad la canción: "Me Deixa", también de Marcelo Yuka.
Sus actividades empezaron en 1993 y cesaron en 2018.

## Historia
En 1993, con la llegada del cantante reggae jamaiquino Papa Winnie a Brasil, se formó una banda para acompañar al cantante en sus presentaciones. Formada por Nelson Meirelles, en esa época productor de Cidade Negra y de varios programas de radio alternativas de Río de Janeiro; Marcelo Lobato, que estaba en la banda África Gumbe; Xandão Menezes, que ya había tocado con grupos africanos en la noche de París y Marcelo Yuka que tocaba en el grupo KMD-5. Después de una serie de presentaciones como banda de apoyo jamaiquina, los cuatro deciden continuar juntos y ponen un anuncio en el periódico O Globo buscando un vocalista. De una larga lista de candidatos, Marcelo Falcão fue elegido.
La decisión sobre el nombre de la banda, manejó opciones como "Cão-careca" y "Bate-Macumba". El nombre escogido - O Rappa - viene de "Os Rapas", como se llama popularmente a las redadas policiales contra vendedores ambulantes (camelôs), con una p más para diferenciar. Finalmente, con Falcão en la voz, Marcelo Yuka en la batería, Menezes en la guitarra, Nelson Meireles en el contrabajo y Marcelo Lobato en el teclado, fue formado O Rappa.
En 1994, ellos lanzaron su primer disco que llevó el nombre de la banda. O Rappa no obtuvo mucho éxito y fue el único disco con la presencia de Nelson Meireles, que abandonó la banda por motivos personales. Con la salida de Meireles, Lauro Farias, que tocaba con Yuka en KMD-5, asumió el bajo.
En 1996, fue lanzado el CD Rappa Mundi, que prácticamente introducía a la banda en la escena nacional y la mayoría de sus canciones fueron éxitos. Entre ellas, Pescador de Ilusiones, A Feira y una versión brasileña para el éxito de Jimi Hendrix, Hey Joe.
En 1999, se hace público Lado B Lado A. Con letras más fuertes que el anterior, muestra la madurez de la banda y a Yuka como letrista de alto nivel con canciones como Minha Alma (la paz que no quiero), O que sobrou do céu y Tribunal de Rua, que narra una historia basada en un hecho real. Los primeros videoclips fueron premiados ganando muchos MTV Brasil Video Music Awards.
En 2000, causó conmoción pública e indignación entre diversas bandas el hecho que en el Rock en Rio del año siguiente, la banda fue colocada antes de algunos americanos, ellos protestaron por ser tratados con exclusión, y 5 bandas brasileras salieron del festival en protesta (Skank, Raimundos, Jota Quest, Cidade Negra y Charlie Brown Jr.).
En 2001, el baterista Marcelo Yuka fue víctima de la violencia urbana, al ser baleado en una tentativa de asalto, quedando parapléjico e imposibilitado de tocar la batería, Lobato asumió el instrumento. En el mismo año lanzaron el disco Instinto Colectivo en vivo, con un show grabado en 2000, con Yuka en la batería y tres canciones inéditas de su autoría.
En 2003, O Silêncio Q Precede O Esporro, primer álbum sin Yuka fue lanzado. Marcos Lobato, tecladista colaborador se volvió el principal compositor, con la autoría de diversas canciones exitosas como Reza Vela y Rodo Cotidiano. 
En 2005, aceptando la invitación de MTV Brasil, la banda grabó un acústico especial MTV con la participación de Maria Rita en "O que sobrou do céu" y "Rodo Cotidiano" y Siba de Mestre Ambrózio.
En 2008, lanzan el álbum 7 Vezes.
En 2013 lanzan su álbum "Nunca tem Fim" del cual se desprenden sencillos como Auto-Reverse, Boa Niote Xangó, Fronteira, Cruz de Tecido "canción concebida para que nunca se olviden del accidente aéreo ocurrido el 17 de julio del 2007". Álbum disponible en formato disco de Vinil o Acetato.

## Miembros

### Miembros actuales
- Marcelo Falcão: vocal
- Xandão Menezes: guitarra
- Lauro Farias: bajo
- Marcelo Lobato: batería, teclados

### Miembros pasados
- Nelson Meirelles: bajo
- Marcelo Yuka: batería

## Discografía

### Álbumes de estudio
- (1994) O Rappa
- (1996) Rappa Mundi
- (1999) Lado B Lado A
- (2003) O Silêncio Q Precede O Esporro
- (2008) 7 Vezes
- (2013) Nunca Tem Fim...

### Álbumes en vivo
- (2001) Instinto Coletivo
- (2005) Acústico MTV: O Rappa
- (2010) Ao Vivo na Rocinha
- (2016) Acústico Oficina Francisco Brennand
- (2017) Marco Zero

### Álbumes de vídeo
- (2003) O Silêncio Q Precede O Esporro (Toca do Bandido + Documentário + Show no Olimpo)
- (2005) Acústico MTV: O Rappa
- (2010) Ao Vivo na Rocinha
- (2016) Acústico Oficina Francisco Brennand
- (2017) Marco Zero